# François de Beauharnais

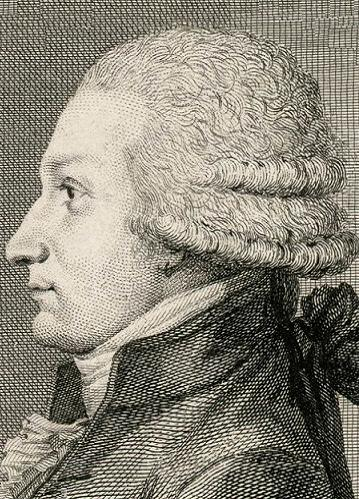
François de Beauharnais

François de Beauharnais, marqués de Beauharnais (La Rochelle, 12 de agosto de 1756 – París, el 3 de marzo de 1846), fue un militar, político y diplomático francés, embajador de Francia en España bajo el Primer Imperio ―estuvo involucrado en el complot de El Escorial―. Fue caballero de la orden de San Juan de Jerusalén.

## Biografía
Hijo de François de Beauharnais (1714-1800), barón de Beauville, marqués de La Ferté-Beauharnais, y Henriette Pyvart de Chastullé, alcanzó el grado de coronel de dragones. El 16 de mayo de 1789 fue elegido primer diputado suplente de la nobleza de la ciudad de París en los Estados generales de 1789, y fue llamado a ocupar el cargo el noviembre siguiente, en sustitución de Gérard de Lally-Tollendal, que había dimitido. Muy devoto del rey, se situó a la derecha, y luchó contra la moción de su hermano Alejandro de Beauharnais para retirar el mando de los ejércitos al monarca. También protestó el 12 y el 15 de septiembre de 1791 contra los actos de la Asamblea Constituyente. A fines de 1792 intentó liberar a la familia real prisionera en el Temple, pero tras fracasar emigró y se convirtió en mayor general del ejército contrarrevolucionario del Principe de Condé. Durante la acusación de Luis XVI, escribió al presidente de la Convención una carta en la que, alegando la ilegalidad del procedimiento establecido, pidió ser uno de los defensores del rey, lo cual le fue negado.
El 18 de Brumario, por medio de su cuñada, Josefina de Beauharnais, envió una carta al Primer Cónsul en la que lo conminaba, «en nombre de la única gloria que le quedaba por adquirir, a devolver el cetro a los Borbones». Su exigencia no fue atendida y no regresó a Francia hasta 1802, con motivo del matrimonio de su hija, Émilie-Louise, con el conde de Lavalette.
Cuando Napoleón proclamó el Imperio se adhirió al mismo y en 1805 fue nombrado embajador en el Reino de Etruria y luego en el Reino de España. Pero su gestión allí no fue del agrado de Napoleón, quien lo llamó y lo desterró a sus tierras en Sologne. El marqués de Beauharnais no regresó a París hasta 1814, pero no obtuvo el favor de los gobiernos de la Restauración. Murió a la edad de 90 años, ciego y olvidado.